# یواس‌اس آزادی (ال‌سی‌اس-۱)
یواس‌اس آزادی (ال‌سی‌اس-۱) (به انگلیسی: USS Freedom (LCS-1)) یک کشتی است که طول آن ۳۷۸ فوت (۱۱۵ متر) می‌باشد. این کشتی در سال ۲۰۰۶ ساخته شد.